# 関西飛行協会
社団法人関西飛行協会（かんさいひこうきょうかい）は、元国土交通省所管の社団法人、2012年3月31日をもって法人解散、月刊情報紙｢関西飛行｣も廃刊となった。

## 概要
- 所在：大阪府大阪市北区堂1-2-2
- 設立：1958年10月14日